# Sva-ters
Sva-ters és un grup de música en valencià d'Alcàsser. El seu estil és una barreja de rock clàssic, ska, jazz, rumba i reggae, entre d'altres. Actualment està format per 13 membres (dos cantants / dolçainers, dos guitarristes, un baixista, un bateria, un percussionista, un saxofonista, dos trombonistes, dos trompetistes i un teclat). Quasi totes les seues lletres tenen un gran to d'humor (cosa que ja es pot endevinar pel nom del grup), barrejades amb reivindicacions socials i polítiques.
El nom, a l'estil dels grups de ska que posen la paraula SKA al nom del grup, ens mostra que el grup ha creat el seu propi estil de música: l'sva. L'sva és un estil fester, on es barregen molts tipus de música per divertir a la gent.

## Història
El grup, originari d'Alcàsser, va ser format l'octubre de 1998. En aquell moment eren només set membres, i van fer el seu debut el desembre del mateix any. Al principi els concerts es concentraven en els pobles de l'Horta i la Ribera. A poc a poc van anar fent concerts per tot el País Valencià, Catalunya i altres llocs de l'Estat espanyol fins completar més de sis-centes actuacions.
Al desembre de 2006 gravaren el seu primer videoclip, de la cançó Rumba d'Amore. Tenien previst el seu comiat dels escenaris el 2018, en un concert a Alcàsser que finalment es feu l'abril del 2019 per mor de l'oratge.

## Premis
Sva-ters han sigut guanyadors de, entre altres:
- I Concurs JercRock a l'acampada del Carrascar (2000)
- IV Concurs de Música en Valencià del Consell Valencià de la Joventut (2001).[4]
- Concurs Promocions 2002 de Radio Nova al millor grup del País Valencià.[cal citació]
- Guanyadors del 1r premi al millor grup del Club a la Nostra Marxa (2002)[cal citació]
- 2n lloc al festival internacional Emergenza al País Valencià, davant de 126 bandes (2004)[cal citació]
- Guanyadors per votació popular al millor grup de la VI fira de música al carrer de Vila-Seca (2005)[cal citació]

## Discografia
En els seus vint anys de trajectòria, Sva-ters ha tret quatre discos: A foc, Berlangastyle, Sexe, Putxero i Rock&Roll, i Simis.
| • A foc (2002) |
| --- |
| 1. El lio Sva: 4:45 2. Què gos que sóc: 3:31 3. Del terreno: 4:49 4. Ni Karrefur ni Prika, a ca Pepica: 5:17 5. No vull aprendre a matar: 3:16 6. Autodestrucció: 3:49 7. Fraguel Sva: 2:37 8. El rock Sva: 4:56 9. www.cabàs.com: 2:49 10. Rosselló: 4:40 |

| • Berlangastyle (1 de juliol de 2006) |
| --- |
| 1. Askura el caldero: 3:39 2. Rumba d'Amore: 6:31 3. ROAC (República Obrera de les Abelles Copuladores): 5:38 4. Esperança: 5:43 5. L'Asmolaor: 5:45 6. Balada: 0:16 7. Capdesuropatia: 4:11 8. Primavera, estiu, tardor, hivern i primavera: 4:59 9. Superherois: 5:47 10. Vinyòtix el druida: 5:56 11. República Alcassera: 4:52 |

| • Sexe, Putxero i Rock&Roll (2011) |
| --- |
| 1. Putxero Maxi Disco Sva: 3:41 2. Follaoret: 3:26 3. El Pajaron: 4:31 4. Piu en Alt: 3:41 5. No volem la teua mà: 3:44 6. Canvi climàtic sexual: 3:32 7. Vergonya: 3:08 8. Qui vol una aixà rovellà?: 3:43 9. L'arca del Samora: 3:50 10. La salsa me salió mal: 3:33 11. El plat de Glòria: 2:00 12. Me rente la pelila: 3:18 |

| • Simis (2016) |
| --- |
| 1. El planeta dels simis 2. Buscarem 3. Oh Dios! 4. La vida bonica 5. Sheriff 6. La pluja 7. Mala brossa 8. Violetes 9. Deixa'ns en pau 10. Romanç a la cassalla 11. Romanç del cec 12. Hala mare 13. La samarreta (en directe; versió del tema d'Ovidi Montllor) |